# Angioma
Um angioma é um tumor benigno constituído por uma proliferação das células dos vasos sanguíneos (hemangioma)ou dos vasos linfáticos (linfangioma). Pode-se desenvolver em diversas partes do organismo.

## Tipos

### Hemangioma capilar

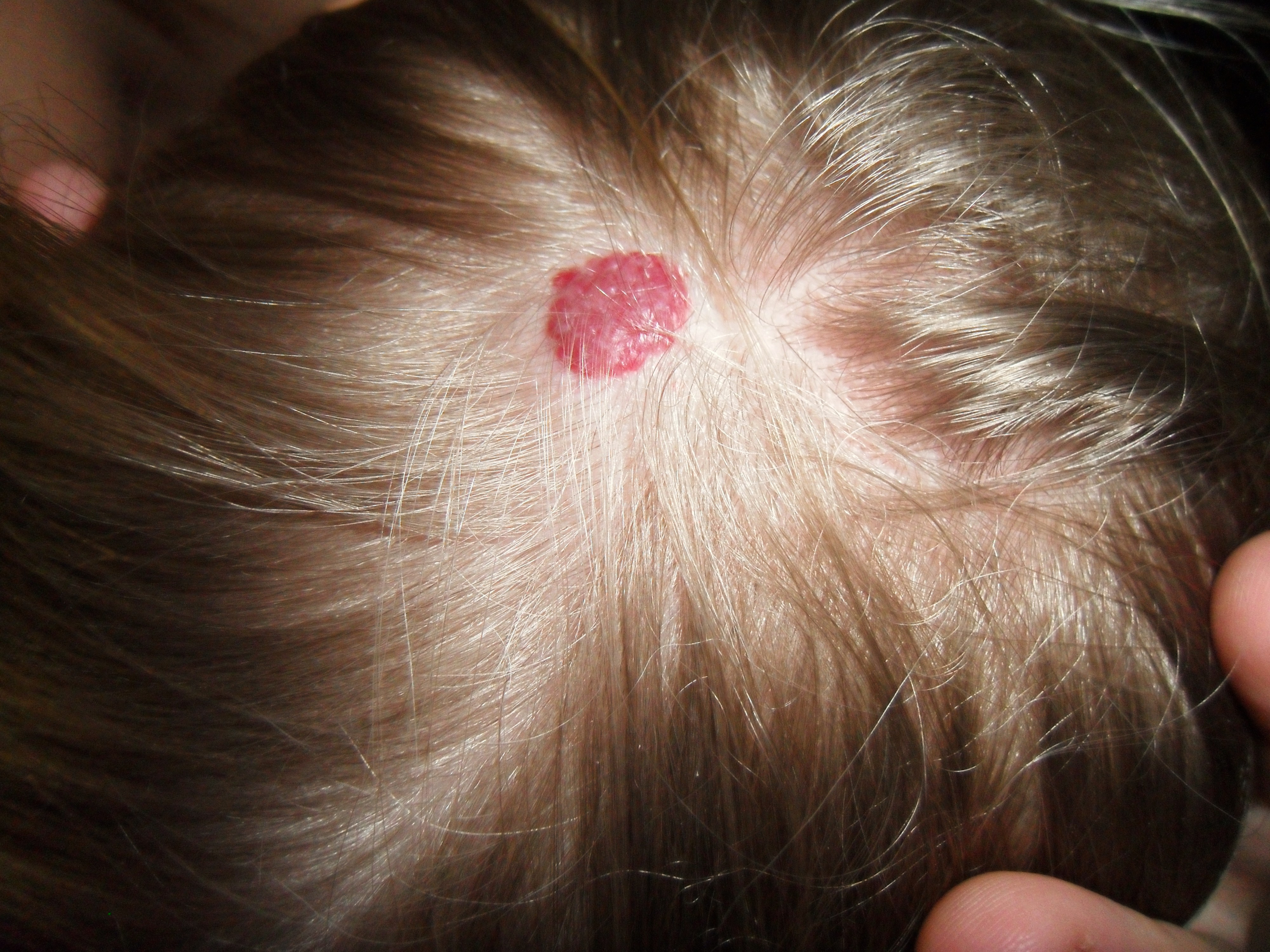
Hemangioma capilar em uma menina de 2 anos. Capilar nesse caso NÃO está relacionado a cabelo, e sim ao tipo de vaso sanguíneo afetado, conhecido como capilar sanguíneo.

Muito comum em crianças e adolescentes, aparecendo em 10 a 12% dos bebês, especialmente os que nasceram com menos de 1 kg (30%). É cerca de 3 vezes mais comum em meninas. Sua causa geralmente é uma anomalia congênita, ou seja, durante a gestação. Costuma aparecer nas primeiras 6 semanas de vida crescendo rapidamente. Na maior parte das vezes ocorre na pele e as regiões da cabeça (60%) e tronco (25%) são os mais afetadas. Em 80% dos casos possui apenas uma lesão. Começa com protuberâncias rosadas, que crescem ficando mais vermelhas ou roxas que podem involuir para um cinza pálido.
Dependendo da localização desfavorável, maior tamanho e crescimento e características histológicas podem ocorrer complicações como ulceração, hemorragia, infecção, trombocitopenia, promover estados de alto débito cardiovascular, causar deformidades ou comprometer as vias respiratórias, digestiva ou a fala. Costuma ser confundida com blastomas.

### Hemangioma cavernoso
Um angioma pode aparecer num lugar delicado, onde a pressão que exerce pode resultar em sintomas. Os angiomas do cérebro, cerebelo ou da medula espinal (conhecidos como angiomas cavernosos) ou do coração, por exemplo, podem pressionar o tecido cefálico circundante ou zonas adjacentes à coluna vertebral e provocar sintomas como dores de cabeça, problemas de equilíbrio e fraqueza nos braços e pernas. Atingem cerca de 0,2% da população, especialmente adultos entre 20 e 30 anos. Não costumam ser graves, com apenas cerca de 30% causando sintomas perceptíveis. Mais de 50% dos casos regridem deixando apenas problemas estéticos.
Também são mais comuns em crianças, especialmente meninas, e na cabeça ou pescoço. Ocorrem mais internamente do que os hemangiomas capilares, às vezes deixando protuberâncias cor-de-pele ou azuladas, pouco definidas e amolecidas. Não costumam regredir e seu rompimento acidental ou cirúrgico pode causar uma hemorragia interna grave.

### Hemangioma na retina
Conforme o angioma cresce, as paredes dos vasos sanguíneos podem debilitar-se até ao ponto de se romperem, causando danos nos tecidos próximos. Os derrames dos angiomas da retina podem interferir com a visão. Para manter a visão saudável é muito importante detectar o angioma o mais cedo possível e acompanhá-lo de perto. 

### Quistos

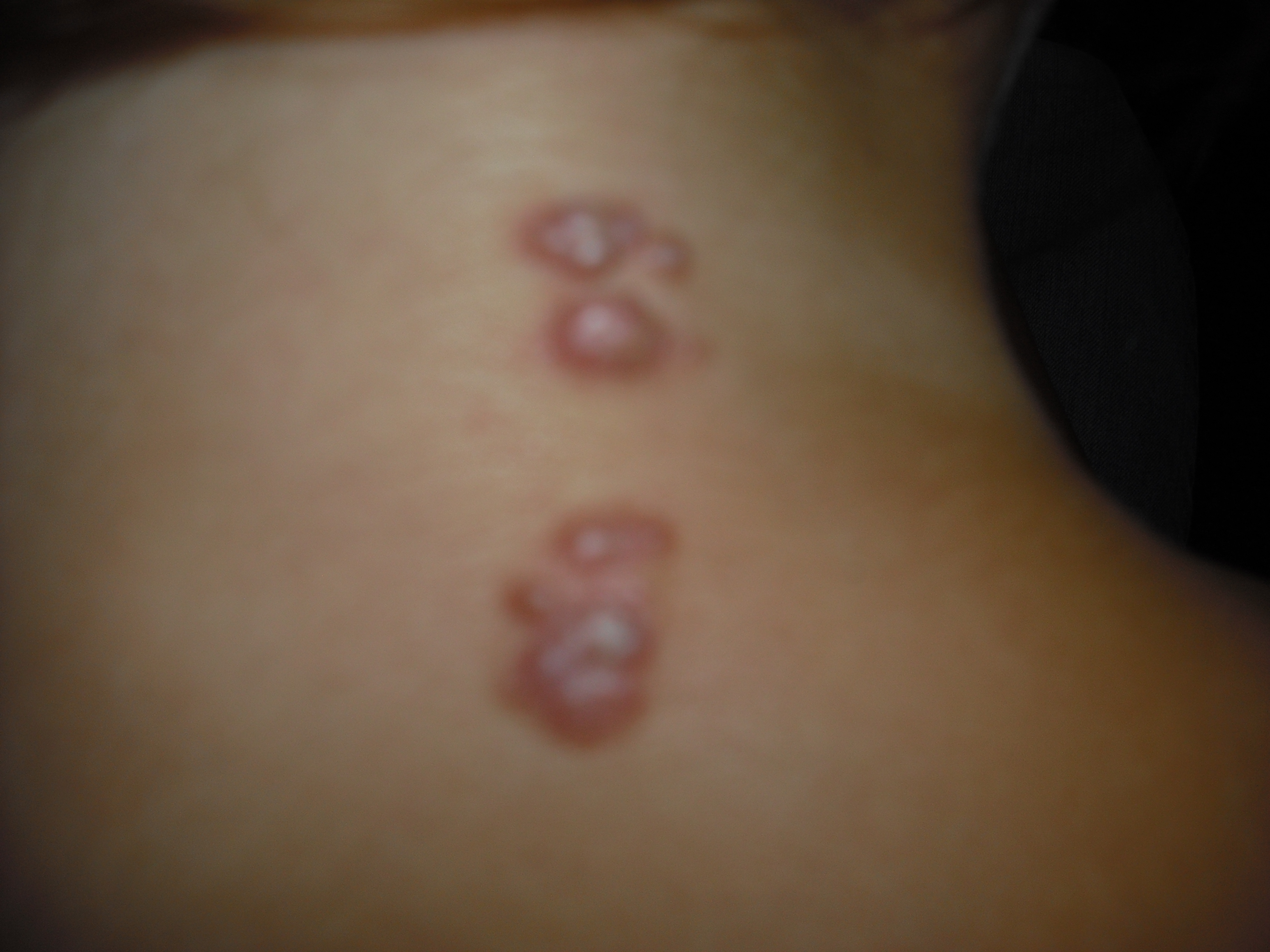
Linfangioma no pescoço de uma criança

Podem-se desenvolver quistos em volta dos angiomas. Os quistos são bolsas cheias de fluidos que podem causar sintomas por exercerem pressão localmente ou por criarem um bloqueio. Alguns pacientes do sexo masculino podem apresentar tumores no saco escrotal. Estes tumores são quase sempre benignos, mas devem ser examinados por um urologista. 

### Malignos
Finalmente, quistos e tumores podem aparecer nos rins, pâncreas, fígado e glândulas supra-renais. Alguns destes tumores são benignos, enquanto outros são cancerosos. É muito importante detectar imediatamente os angiomas nestes órgãos e acompanhá-los de perto. Isto pode ser feito com o uso de tomografia computadorizada (TC ou TAC), ressonância magnética nuclear (RMN) ou ecografias.

### Linfangioma
Ocorre em apenas cerca de 0,01% nascimentos e são mais comuns em homens. Sua evolução costuma ser lenta e muitos casos podem ser ressecados cirurgicamente ou medicamentos podem ser injetados para extinguir os cistos. Podem ocorrer em qualquer órgão, mas são mais comuns na cabeça. Favorecem inflamações (linfangite), causar disfagia, disartria, disfonia ou deformidades.